# Rhynchostegium buluense
Rhynchostegium buluense är en bladmossart som beskrevs av Jean Édouard Gabriel Narcisse Paris 1898. Rhynchostegium buluense ingår i släktet näbbmossor, och familjen Brachytheciaceae. Inga underarter finns listade i Catalogue of Life.